# Pseudagrion niloticum
Pseudagrion niloticum là một loài chuồn chuồn kim thuộc họ Coenagrionidae. Loài này có ở Ai Cập, Ethiopia, Kenya, Somalia, Sudan, và có thể cả Uganda. Môi trường sống tự nhiên của chúng là xavan khô, xavan ẩm, vùng cây bụi khô khu vực nhiệt đới hoặc cận nhiệt đới, vùng cây bụi ẩm khu vực nhiệt đới hoặc cận nhiệt đới, và sông ngòi.